# Littleton W. Moore
Littleton Wilde Moore (* 25. März 1835 im Marion County, Alabama; † 29. Oktober 1911 in La Grange, Texas) war ein US-amerikanischer Politiker. Zwischen 1887 und 1893 vertrat er den Bundesstaat Texas im US-Repräsentantenhaus.

## Werdegang
Im Jahr 1836 zog Littleton Moore mit seinen Eltern in den Bundesstaat Mississippi. Später studierte er bis 1855 an der University of Mississippi in Oxford. Nach einem anschließenden Jurastudium und seiner 1857 erfolgten Zulassung als Rechtsanwalt begann er in Bastrop (Texas) in diesem Beruf zu arbeiten. Während des Bürgerkrieges war er Hauptmann im Heer der Konföderation. Nach dem Krieg begann er als Mitglied der Demokratischen Partei auch eine politische Laufbahn. Im Jahr 1875 war er Delegierter auf einer Versammlung zur Überarbeitung der Verfassung von Texas. Zwischen 1876 und 1885 war er als Bezirksrichter tätig.
Bei den Kongresswahlen des Jahres 1886 wurde Moore im achten Wahlbezirk von Texas in das US-Repräsentantenhaus in Washington, D.C. gewählt, wo er am 4. März 1887 die Nachfolge von James Francis Miller antrat. Nach zwei Wiederwahlen konnte er bis zum 3. März 1893 drei Legislaturperioden im Kongress absolvieren. Nach dem Ende seiner Zeit im US-Repräsentantenhaus praktizierte Moore wieder als Anwalt. Seit 1901 war er Richter im 22. Gerichtsbezirk seines Staates. Diesen Posten bekleidete er bis zu seinem Tod am 29. Oktober 1911 in La Grange.